# Hugh Carleton (1er vicomte Carleton)
Hugh Carleton (11 septembre 1739 - 25 février 1826) est un homme politique et un juge irlandais.

## Jeunesse
Il est né à Cork, fils de Francis Carleton (1713-1791) et de Rebecca (décédé en 1791), fille de Hugh Lawton de Castle Jane et de Lake Marsh, comté de Cork. Son père est un riche négociant d'une famille qui s'est installée à Cork à l'époque de Charles Ier. Il est également un puissant homme politique local, connu sous le nom de «roi de Cork» pour son opulence et sa respectabilité. Le grand-père maternel de Hugh, Hugh Lawton, est membre de la famille Lawton de Lawton Hall, dans le Cheshire, arrivé en Irlande en 1689 avec Guillaume III d'Orange-Nassau. Hugh Carleton fait ses études au Kilkenny College, où il devient ami avec John Scott (1er comte de Clonmell), qui le défend et le protège contre l'intimidation. En remerciement, le père de Hugh devient le patron de Scott, futur comte de Clonmell, et les envoie tous les deux au Trinity College de Dublin et à Middle Temple avec des indemnités égales. Inscrit à Dublin en 1755, Hugh entre au Middle Temple en 1758. Il est admis au barreau irlandais en 1764 et devient conseil du roi en 1768.

## Carrière
Compte tenu de l'influence politique de son père, il est assuré d'un siège à la Chambre des communes irlandaise : il est élu député de Tuam en 1772, de Philipstown en 1776 et de Naas en 1783. En tant qu'homme politique, il ne connait pas le succès, les députés se plaignent de ses discours inaudibles même si cette faiblesse ne l’empêche pas de devenir un avocat très talentueux.
Il est nommé enregistreur de Cork en 1769, troisième sergent, en 1776, et second, en 1777. Il devient solliciteur général de l'Irlande en 1779 et juge en chef des Irish Common Pleas de 1787 à 1800. En 1787, il est investi en tant que membre du Conseil privé d'Irlande. Il est élevé dans la pairie d'Irlande le 17 septembre 1789 en tant que baron Carleton, d'Anner dans le comté de Tipperary et est également  nommé vicomte Carleton, de Clare dans le comté de Tipperary, le 21 novembre 1797, également dans la pairie irlandaise . À sa mort sans descendance en 1826, les deux titres disparaissent.
Il réprime activement la rébellion irlandaise de 1798 et préside le procès et la condamnation des frères Sheares, Henry et John . Il est largement critiqué pour avoir traité l'affaire, leur père l'a désigné tuteur des garçons et il est devenu un objet de haine particulière parmi les Irlandais unis.

## Vie privée
Lord Carleton est considéré comme un juge très estimé, mais son hypocondrie notoire le ridiculise car, comme beaucoup d’hypocondriaques, il jouit d’une excellente santé. Sa décision de prendre sa retraite à cause de problèmes de santé à l'âge de 60 ans est accueillie avec dérision, ce qui est parfaitement justifié puisqu'il survit pendant un autre quart de siècle. Son ancien ami d’école, John Scott, Lord Clonmell, dont le journal est plein d’attaques sauvages contre ses collègues, décrit Carleton comme « un misérable sans valeur, bien que je sois son créateur » ; mais personne ne semble avoir partagé ce point de vue. Son comportement à l'audience est particulièrement sombre : John Philpot Curran plaisante en affirmant que dans chaque affaire qu'il entend, Carleton est demandeur (plaintif). Son portrait confirme qu'il est un homme d'apparence solennelle.
Il est profondément bouleversé par le meurtre de son collègue Arthur Wolfe (1er vicomte Kilwarden), lors de la rébellion irlandaise de 1803, d’autant plus que la rumeur courait que Kilwarden a été assassiné par erreur. Carleton aurait été la véritable cible, en vengeance de sa condamnation des frères Sheares en 1798. La rumeur est presque certainement fausse puisque des témoins oculaires ont admis que Kilwarden avait été tué seulement après avoir donné son nom et ses fonctions.

## Mariages
Il épouse en premières noces, en 1766, Elizabeth Mercer de Dublin, fille de Richard Mercer et Elizabeth Godbey, décédée en 1794. Il épouse ensuite, l'année suivante, Mary Buckley Mathew de Dorset, fille d'Abednego Mathew et de son ex-épouse Jennett Buckley de Saint-Kitts. Les parents de ses deux épouses sont de riches planteurs à Saint-Kitts. Marie est décédée en 1810. Il n'a pas d'enfants de ses mariages. Il vit à Willow Park, Booterstown et dans une succession de maisons de ville à Dublin. Dans ses dernières années, il vit à Londres et meurt à Hanover Square.
Il est membre de l'Académie royale d'Irlande.